# Harla
Los harla, también conocidos como harala, arla o harla koombe, eran un grupo étnico que habitaba Yibuti, Etiopía y Somalia. Hablaban el ahora extinto idioma harla, que pertenecía a las ramas cushitas o semítica de la familia afroasiática. Existen libros como "El libro de las obligaciones" ( كتاب الفرائض ) en antiguo hararí escrito hace aproximadamente 500 años, cuando los hararíes eran referidos como "Harla" en ese momento, como se atestigua en la Conquista de Abisinia.

## Historia

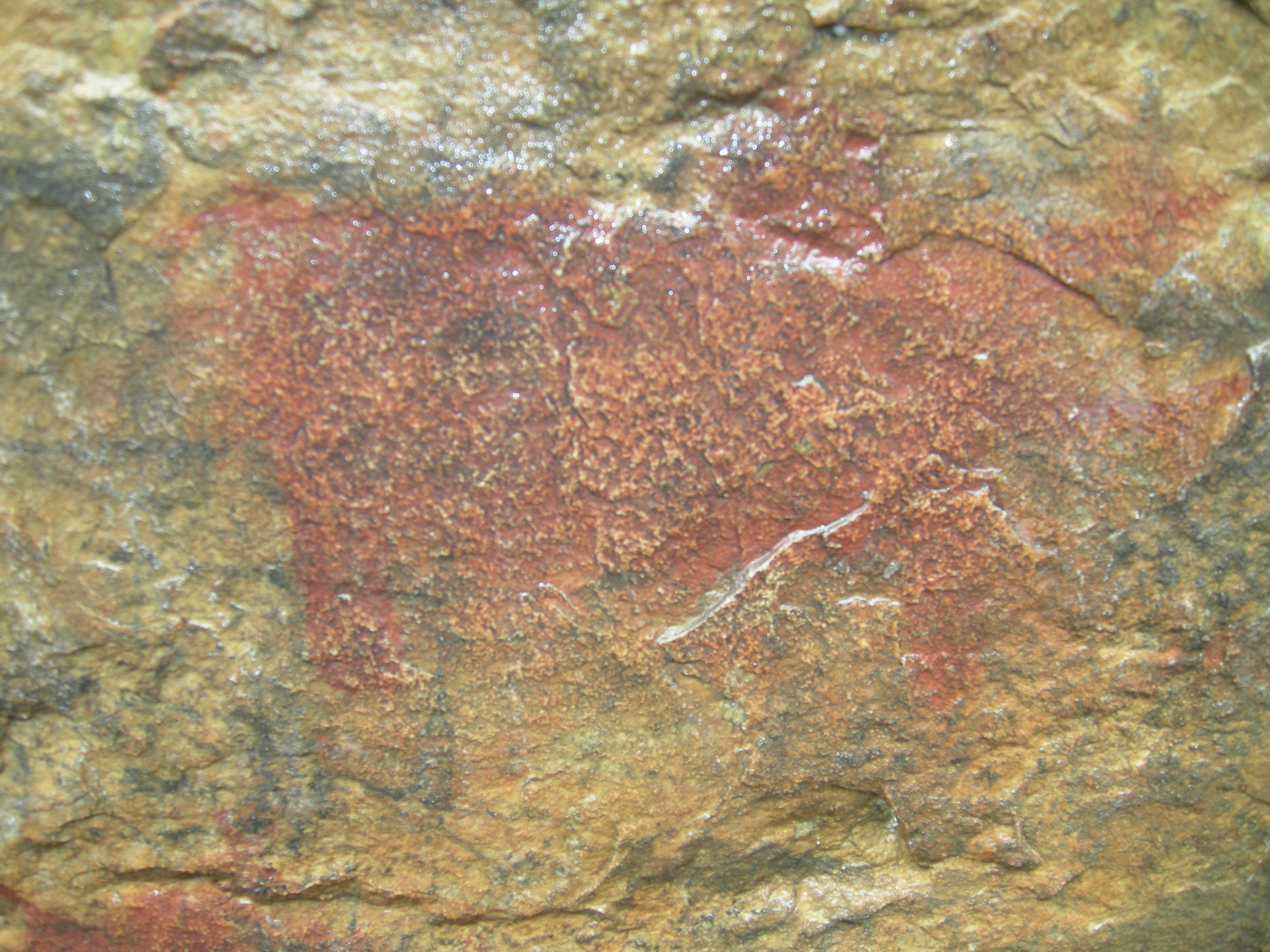
Pintura rupestre atribuida a lo sharla cerca de Harrar

Los habitantes actuales de partes de Yibuti, Etiopía y Somalia atribuyen a los harla la construcción de varios sitios históricos. Aunque ahora en su mayoría están en ruinas, estas estructuras incluyen necrópolis de piedra, almacenes, mezquitas y casas. También algunos dibujos rupestres se atribuyen a los harla.
Según los eruditos Azais, Chambard y Huntingford, los constructores de estos edificios monumentales fueron protosomalíes. La tradición establece que una de las principales ciudades del pueblo harla era Metehara y el área entre Harrar y Dire Dawa todavía se conoce como Harla. Los harla habitaban Tchertcher y varias otras áreas en el cuerno de África, donde erigieron varios túmulos. Según el historiador Richard Wilding, los cuentos indican que Harla vivía en el interior de Ogaden y en las costas de la moderna Somalilandia antes de los movimientos somalíes y oromo en estas regiones.
El reino de Harla existió ya en el siglo VI; más tarde sería influenciado por el Islam en algún momento del siglo VIII. En el siglo IX, el primer reino musulmán conocido en el Cuerno de África, el sultanato de Shewa de la dinastía Maḥzūmī, surgió en el país de Harla. La capital maḥzūmī de Walale estaba en el norte de Hararge.
El estado de Maḥzūmī era conocido en el mundo musulmán como parte del país de Zeila y por los viajeros judíos como la tierra de Havila. Según el folclore, los harla tenían una reina llamada Arawelo, quien gobernaba gran parte de las partes orientales del Cuerno de África. En Zeila, un clan llamado Harla afirma estar relacionado con el pueblo antiguo. Los habitantes de Zeila también atestiguaban que la antigua ciudad de Amud había sido construida por los harla.

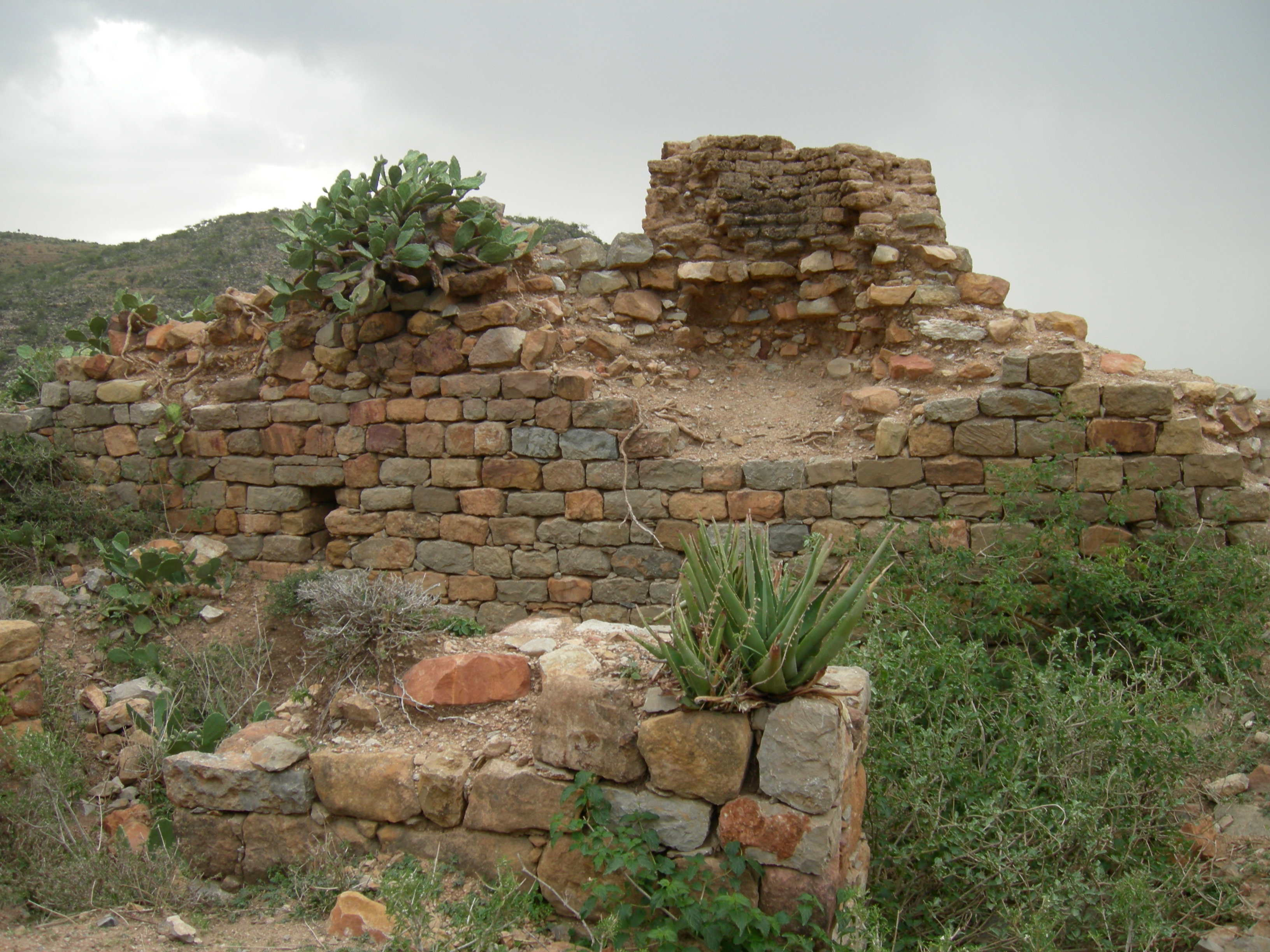
Ruinas de una ciudad de Harla del cerca de Dire Dawa

La afluencia de inmigrantes árabes como los Abadir al territorio harla conduciría al desarrollo de la ciudad de Harrar conocida entonces como Ge. Harrar se convertiría en el centro principal del Islam en el Cuerno de África. El arqueólogo Timothy Insoll descubrió gres en la ciudad de Harla similar a los encontrados en Harrar.

## Conflicto y declive
Según el geógrafo árabe del siglo XIII Ibn Sa'id al-Maghribi, el país de los harla estaba al este del imperio etíope y al norte de Zanj. Los clanes harla descendientes de Sa'ad ad-Din II participaron en la guerra entre Abisinia y Adal del siglo XVI. Ibn Said afirma además que el territorio harla pasó el Nilo Azul, al noreste y terminó cerca de las costas, los harla se ganaban la vida en las minas de oro y plata.
Según relatos etíopes, en el siglo XIV, los harla liderados por su imán Saleh bajo el sultanato de Ifat lucharon contra las fuerzas del emperador Amda Seyon I en lo que hoy es Somalilandia, ocupada por los harla. En el siglo XV, el emperador Zara Yaqob de Etiopía vendió varios partidarios de Abba Estifanos de Gwendagwende a comerciantes de esclavos harla como castigo por unirse a la secta estefanita etiquetada como hereje por la Iglesia Ortodoxa Etíope de Tewahedo. A principios del siglo XVI se desarrolló una lucha de poder entre los emires harla de Harrar y la dinastía Walashma en la que Ahmad ibn Ibrahim al-Ghazi asumiría el poder ejecutando al Sultán Walashma Abu Bakr ibn Muhammad.
A mediados del siglo XVI, el sultanato de Adal liderado por Harla y sus aliados somalíes invadió Abisinia. La guerra entre Etiopía y Adal fue en respuesta al asesinato del líder harla de Adal, Imam Mahfuz a manos del emperador Dawit II. En las guerras contra el emperador Sarsa Dengel, los Harla fueron dirigidos por Muhammed IV de Harrar.
A fines del siglo XVI, los oromos invadieron regiones de Somalia desde partes del sur como el Bajo Juba, incorporando al pueblo harla. En 1577 los harla trasladarían la capital al oasis de Aussa, y más tarde crearían el imanato de Aussa antes de ser derrocado por la dinastía Mudaito en el siglo XVIII. En 1893, expediciones lideradas por los británicos se encontraron con una antigua ciudad en el valle de Nugaal, Somalilandia, la tribu local Dhulbahante alegó que los harla habían vivido en el área antes de las invasiones Oromo. En 2017, los arqueólogos descubrieron una ciudad de Harla que producía joyas. La arquitectura de una mezquita que se encontró afirmó que los harla tenían vínculos con centros islámicos en Tanzania y Somalilandia. La desaparición de la tribu harla podría deberse a la guerra entre Etiopía y Adal en el siglo XVI, la indigencia o la asimilación. Una fuerte evidencia sugiere que durante las grandes migraciones de los oromo, los harla restantes se retiraron tras de los muros de Harrar y pudieron sobrevivir culturalmente. Por su parte, el folclore local de la aldea harla cerca de Dire Dawa, afirma que los harla eran agricultores de Ogadén y se extinguieron debido a su arrogancia, se negaron a ayunar en Ramadán e intentaron que el Corán se escribiera en el idioma harla, por lo que fueron maldecidos por Dios.

## Clanes afiliados
Muchos clanes somalíes tienen vínculos con los harla. Más particularmente el subclan Issa del Dir. Dentro de Issa, los Harla se encuentran dentro de 2 divisiones de clan. La primera es la división del clan Horroone, donde se les llama Harla, y también se encuentran dentro de la división del clan Eeleye como Bah Harla y Harla Muse. Todos los segmentos se consideran Dir. El Futūh al-Habaša de Sihab ad-Din Ahmad bin Abd al-Qader atribuye explícitamente un origen étnico no somalí a los harla, mientras que las tradiciones conectan a los harla con Abdirahman bin Isma'il al-Jabarti y Darod, antepasados del clan Ogaden. En la era moderna, los harla se han reducido a la insignificancia bajo el clan Darod somalí. Según el historiador Ali Jimale Ahmed, los supervivientes harla en el reino de Harari fueron absorbidos por los somalíes después del siglo XVI. Según Sara Fani, los clanes Darod en la región de Afar que afirman ser descendientes de Harla se consideran Afar, lo que puede indicar que el actual clan somalí de Darod fue asimilado por los somalíes más tarde en los siglos siguientes. El sub-clan Darod Harti y Geri son además, según la tradición, los hermanos de los harla. El subclan Karanle de Hawiye también afirma haber dado a luz a los harla.
En la tradición oromo, se considera que los clanes Karayu e Ittu tienen conexiones con Harla.
Los afar también tienen tribus vinculadas a Harla llamadas Kabirtu. En la región de Afar, los clanes que llevan el nombre de Harla se encuentran entre los agricultores de Aussa y el distrito de Awash entre Dubti y Afambo. El apodo de clanes propone una fusión entre tribus nativas e inmigrantes.
Se cree que el pueblo hadiya es originalmente descendiente del pueblo harla.
Se considera que el pueblo Harari es el vínculo más cercano que queda con el pueblo Harla. Según los hararis, el grupo étnico Harari consta de siete subclanes Harla: Abogn, Adish, Awari, Gidaya, Gaturi, Hargaya y Wargar. Algunas fuentes afirman que Harla era una versión menos semítica de los Harari.

## Idioma
La investigación de campo de Enrico Cerulli identificó a un grupo moderno llamado "Harla" que vivía entre los somalíes en la región entre las ciudades de Harrar y Jijiga . Encyclopaedia Aethiopica sugiere que esta población «puede ser un grupo remanente de la antigua [Harla], que se integró en el sistema genealógico somalí, pero mantuvo una identidad parcialmente separada al desarrollar un lenguaje propio». Cerulli publicó algunos datos sobre el idioma de esta comunidad harla, llamado af Harlaad, que se asemejaba a las lenguas somalíes habladas por los grupos de castas inferiores Yibir y Madhiban.
Según el historiador Richard Wilding, los harla eran antiguos cusitas, sin embargo, el etnólogo Ulrich Braukämper sugiere una variación semítica que él denomina "Harala-Harari", desarrollada más tarde en el período islámico. Los hablantes de Harala-Harari fueron evidentemente interrumpidos por las migraciones oromo, lo que llevó a lenguas semíticas relacionadas aisladas del idioma harari que sobrevivieron en la ciudad amurallada de Harrar, el idioma zay en la isla del lago Ziway y en partes del territorio oriental de los gurage como el idioma siltʼe.

### Obras citadas
- Braukämper, Ulrich (2002). Islamic History and Culture in Southern Ethiopia: Collected Essays. LIT Verlag Münster. ISBN 978-3-8258-5671-7.
- Gebissa, Ezekiel (2004). Leaf of Allah: Khat & Agricultural Transformation in Harerge, Ethiopia 1875-1991. Ohio State University Press. ISBN 978-0-85255-480-7.
- Pankhurst, Richard (1997). The Ethiopian Borderlands: Essays in Regional History from Ancient Times to the End of the 18th Century. The Red Sea Press. ISBN 978-0-932415-19-6.
- Uhlig, Siegbert (2003). Encyclopaedia Aethiopica: D-Ha. Isd. ISBN 978-3-447-05238-2.
- Beyene, Taddese; Pankhurst, Richard; Zewde, Bahru (1994). Proceedings of the Eleventh International Conference of Ethiopian Studies: Addis Ababa, April 1-6 1991 2. Institute of Ethiopian Studies, Addis Ababa University.